# Нелсон Пике
Нелсон Пике Соуто Мајор такође познатији као Нелсон Пике (енгл. Nelson Piquet; 17. август 1952) је бивши бразилски возач Формуле I. Три пута је био светски шампион 1981, 1983, и 1987. Он је један од неколико људи који су освојили шампионат Формуле I три или више пута (други су Џек Бребхем, Џеки Стјуарт, Ники Лауда, Аиртон Сена (сви по 3), Ален Прост (4), Хуан Мануел Фанђо (5), Михаел Шумахер (7)).